# Alberto Bovone

Bovones Kardinalswappen

 Alberto Kardinal Bovone  (* 11. Juni 1922 in Frugarolo, Provinz Alessandria, Italien; † 17. April 1998 in Rom) war ein Kurienkardinal der römisch-katholischen Kirche.

## Leben
Alberto Bovone erhielt seine theologische und philosophische Ausbildung in Alessandria, Turin und Rom. Er promovierte zum Doktor des Kanonischen Rechts und empfing am 26. Mai 1945 das Sakrament der Priesterweihe. Nach zwei Jahren Tätigkeit als Gemeindeseelsorger in seinem Heimatbistum folgten weiterführende Studien, nach deren Abschluss er in den Dienst des Vatikans eintrat. Er arbeitete viele Jahre für die Ratskongregation und Glaubenskongregation der Kurie. Am 23. Januar 1967 verlieh ihm Papst Paul VI. den Titel Hausprälat Seiner Heiligkeit. Am 21. Mai 1973 ernannte ihn Paul VI. zum Untersekretär der Glaubenskongregation.
Papst Johannes Paul II. ernannte ihn am 5. April 1984 zum Titularerzbischof von Caesarea in Numidia und zum Sekretär der Glaubenskongregation. Die Bischofsweihe empfing Alberto Bovone am 12. Mai desselben durch Joseph Kardinal Ratzinger, den späteren Papst Benedikt XVI.; Mitkonsekratoren waren der damalige Pro-Großpönitentiar, Kurienerzbischof Luigi Dadaglio, und der Bischof von Alessandria, Ferdinando Maggioni. Er nahm vom 12. bis zum 28. Oktober 1992 an der IV. Generalkonferenz des Lateinamerikanischen Bischofsrats CELAM in Santo Domingo teil. 1995 wurde Alberto Bovone Pro-Präfekt der Kongregation für die Heiligsprechungen. Am 21. Februar 1998 nahm ihn Papst Johannes Paul II. als Kardinaldiakon mit der Titeldiakonie Ognissanti in Via Appia Nuova in das Kardinalskollegium auf und ernannte ihn zwei Tage später zum Präfekten der Heiligsprechungskongregation. Bovone konnte krankheitsbedingt nicht am Konsistorium teilnehmen, das Birett und den Kardinalsring brachte ihm Kardinalstaatssekretär Angelo Sodano in die Gemelli-Klinik, in der er zu diesem Zeitpunkt behandelt wurde.
Alberto Bovone starb am 17. April 1998 in der Gemelli-Klinik in Rom und wurde auf dem Friedhof seines Geburtsortes Frugarolo beigesetzt.